# Baitul Futuh
Baitul Futuh eller Bait ul-Futuh (Sejrenes Hus) er et moské-kompleks i London, hovedstaden i Storbritannien. Det antages at være det største moské-kompleks i Vesteuropa. 
Moskéen stod færdig i 2003 og har kostet 5½ millioner engelske pund at opføre, der udelukkende blev finansieret af donationer fra det Ahmadiyya muslimske samfund. Moskéen har et samlet areal på 21.000 kvadratmeter, og hele komplekset kan rumme op til 10.000 besøgende. Den ligger i forstaden Morden i London Borough of Merton, ved siden af Morden South railway station og ikke langt fra Morden undergrunds-station.